# わな (キャンディーズの曲)
「わな」は、1977年12月5日に発売されたキャンディーズの16枚目のシングルである。

## 解説
- ジャケットの写真は篠山紀信の撮影による。
- キャンディーズのシングルA面では唯一、ミキをセンターの位置（メインボーカル）に据えて歌唱した曲である。なお従来センターのランはミキの向かって右の位置に、スーは左の位置にそれぞれ移動していた（ただしレコードジャケットでは通常どおりランがセンター）。
- 解散コンサート時点でのシングル売上は累計67万枚（CBS・ソニー調べ）[1]で、「微笑がえし」に次いで2番目となっている。
- 1978年1月に放映開始された「ザ・ベストテン」の第1回（同年1月19日）放送で、同曲が第2位で初登場した（第1位はピンク・レディーの「UFO」）。
- 「夏が来た!」を最後にキャンディーズからは離れていた穂口雄右が作曲・編曲に本格的に復帰する[2]。穂口は歌詞を見ただけでわずか30秒で曲のイメージを完成させたという。
- この頃の穂口の曲の演奏メンバーは皆それぞれ売れっ子になってしまい、スケジュールが合わずに林立夫（ドラム）、松原正樹（ギター）、斎藤ノブ（パーカッション）のスケジュールがたまたま合った1日でレコーディングを行ったが（この3人に若手ベーシストを一人入れて臨んだという）、交通渋滞で林の到着が遅れたため、ドラムレスでレコーディングをしてからドラムだけを後で録音することになった。取られた時間ギリギリに到着した林は難しい条件ながらでわずか1テイクでOKを出したという。

## 収録曲
- 両楽曲共に、作詞：島武実／作曲・編曲：穂口雄右

1. わな（3分19秒）
2. 100％ピュア・レディ（3分2秒）

## カバー
わな
- クリスタル・スリー（1979年、LP『キャンディーズ・ディスコ・ヒート』でカバー。歌詞は英語（訳詞：MITSU NANAMI））